# Gerald Cleaver (physicien)
Pour les articles homonymes, voir Gerald Cleaver et Cleaver.
Gerald Bryan Cleaver est professeur associé au département de physique de l'université Baylor. Il dirige également la division EUCOS (Early Universe Cosmology and Strings [Cosmologie de l’Univers primitif et cordes]) du CASPER (Center for Astrophysics, Space Physics & Engineering Research, Centre d’astrophysique, de la physique spatiale et recherches d’ingénierie) de Baylor. Il est spécialiste de la recherche sur la phénoménologie des cordes et la construction de modèles de cordes.

## Carrière
Gerald Cleaver a effectué ses études de doctorat au Caltech où son directeur de thèse était John Schwarz. En tant que chercheur postdoctoral à la Texas A&M University, il travailla avec Dimitri Nanopoulos.

## Recherches
Avec Dimitri Nanopoulos, Cleaver bâtit le premier modèle dérive des cordes ne contenant que les particules du modèle standard supersymétrique minimal (ou MSSM, en anglais en:Minimal Supersymmetric Standard Model) dans le secteur observable. À l’Université Baylor, Cleaver a bâti le premier quasi-MSSM derive des cordes, ui possède le potentiel de résolution du facteur différentiel de 20 entre l’échelle d’unification du MSSM de 2,5 × 1025 eV (25 yottaélectronvolts (YeV) ou 4,0 mégajoules (MJ)) et l’échelle des cordes hétérotiques à couplage électrofaible de 5 × 1026 eV (500 YeV ou 80 MJ) via une méthode robuste baptisée « unification optique ».

## Publications
Gerald Cleaver est l’auteur de plus de 75 articles sur la théorie des supercordes/théorie M, dont six font l’objet de plus de cinquante citations.